# Krivača (Lebane)
Pour les articles homonymes, voir Krivača.
Krivača (en serbe cyrillique : Кривача) est un village de Serbie situé dans la municipalité de Lebane, district de Jablanica. Au recensement de 2011, il comptait 666 habitants.

## Démographie
| 1948 | 1953 | 1961 | 1971 | 1981 | 1991 | 2002 | 2011 |
| ---- | ---- | ---- | ---- | ---- | ---- | ---- | ---- |
| 668  | 670  | 711  | 493  | 537  | 502  | 414  | 666  |

|  |